# Lutospawanie
Lutospawanie – proces łączenia metali (lutowanie twarde) z użyciem narzędzi i technik spawalniczych. Łączone elementy przygotowywane są jak do spawania, jednak podczas lutospawania ich krawędzie nie są nadtapiane, a jedynie łączone lutem.
Do lutospawania stosuje się przede wszystkim luty mosiężne. Łączone elementy wymagają odpowiedniego przygotowania polegającego na jedno- lub dwustronnym zukosowaniu krawędzi 

## Zastosowanie
- łączenie elementów z różnych metali trudnospawalnych lub niespawalnych
- naprawa pękniętych elementów z żeliwa i brązu[2]